# اوسلای طلایی

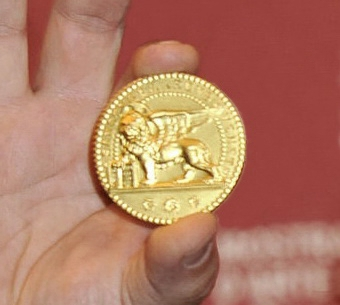
اوسلا طلایی

اوسلا طلایی (به انگلیسی: Golden Osella) نام چندین جایزهٔ اهداشده در جشنواره فیلم ونیز است. این جوایز در چندین بخش مانند کارگردانی، فیلمنامه‌نویسی، فیلمبرداری و مشارکت فنی اهدا می‌شوند.

## بهترین کارگردان
- ۱۹۹۴ – جانی آملیو برای لامریکا
- ۱۹۹۵
  - ابوالفضل جلیلی برای Det Means Girl
  - کنت برانا برای In the Bleak Midwinter
  - هیروکازو کورئیدا برای Maborosi

## بهترین فیلم‌نامهٔ غیراقتباسی
- ۱۹۸۷ - دیوید ممت برای House of Games
- ۱۹۸۸ - پدرو آلمودوار برای زنان در آستانه فروپاشی عصبی
- ۱۹۸۹ - Jules Feiffer برای I Want to Go Home
- ۱۹۹۰ - Helle Ryslinge برای Sirup
- ۱۹۹۱ – میرا نایر و سونی تاراپوروالا برای میسیسیپی ماسالا
- ۱۹۹۴ – بیگاس لونا و Cuca Canals برای The Tit and the Moon
- ۱۹۹۵ – جایزه اعطا نشد
- ۱۹۹۶ – Paz Alicia Garciadiego – Deep Crimson
- ۱۹۹۷ – Gilles Taurand and آن فونتن برای Dry Cleaning
- ۱۹۹۸ – اریک رومر برای Autumn Tale
- ۱۹۹۹–۲۰۰۴ – جایزه اعطا نشد
- ۲۰۰۵ – جرج کلونی و گرانت هسلو برای شب‌بخیر و موفق باشید.
- ۲۰۰۶ – پیتر مورگان برای ملکه
- ۲۰۰۷ – Paul Laverty برای It's a Free World...
- ۲۰۰۸ – Haile Gerima برای Teza
- ۲۰۰۹ – تاد سولوندز برای Life During Wartime
- ۲۰۱۰ – الکس دل‌ایگلسیا برای A Sad Trumpet Ballad
- ۲۰۱۱ – یورگوس لانتیموس و Efthymis Filippou برای آلپ
- ۲۰۱۲ – اولیویه آسایاس برای چیزی در هوا
- ۲۰۱۳ – استیو کوگان و جف پاپ برای فیلومنا
- ۲۰۱۴ – رخشان بنی‌اعتماد برای قصه‌ها
- ۲۰۱۵ – کریستین ونسان برای Courted
- ۲۰۱۶ – Noah Oppenheim برای جکی
- ۲۰۱۷ – مارتین مک‌دونا برای سه بیلبورد خارج از ابینگ، میزوری
- ۲۰۱۸ - برادران کوئن برای تصنیف باستر اسکراگز

## بهترین فیلم‌برداری
- ۱۹۸۸ – Vadim Yusov برای The Black Monk
- ۱۹۸۹ – گئورگوس آروانیتیس برای استرالیا
- ۱۹۹۴ – کریستوفر دویل برای خاکسترهای زمان
- ۱۹۹۵–۱۹۹۶ – جایزه اعطا نشد
- ۱۹۹۷ – Emmanuel Machuel برای Ossos
- ۱۹۹۸ – Luca Bigazzi برای آن‌طور که ما خندیدیم و L'Albero delle pere
- ۱۹۹۹–۲۰۰۶ – جایزه اعطا نشد
- ۲۰۰۷ – رودریگو پریتو برای شهوت، احتیاط
- ۲۰۱۰ – میخائیل کریچمان برای Silent Souls
- ۲۰۱۱ – Robbie Ryan برای بلندی‌های بادگیر
- ۲۰۱۲ – Daniele Cipri برای È stato il figlio

## بهترین طراحی صحنه
- ۱۹۹۶ – Mónica Chirinos و Marisa Pecanins برای Deep Crimson
- ۱۹۹۷–۲۰۰۷ – جایزه اعطا نشد

## بهترین موسیقی اوریجینال
- ۱۹۹۶ – دیوید منسفیلد برای Deep Crimson
- ۱۹۹۷ – گریم رول برای جعبه چینی
- ۱۹۹۸ – Gerardo Gandini برای La Nube
- ۱۹۹۹–۲۰۰۷ – جایزه اعطا نشد

## مشارکت فنی برجسته
- ۲۰۰۴ – استودیو جیبلی برای قصر متحرک هاول (Hauru no Ugoku Shiro)
- ۲۰۰۵ – William Lubtchansky برای Regular Lovers (Les amants réguliers)
- ۲۰۰۶ – امانوئل لوبزکی برای فرزندان انسان
- ۲۰۰۷ – رودریگو پریتو برای شهوت، احتیاط (Se, jie)
- ۲۰۰۸ – A. Khamidhodjaev و M. Drozdov برای Paper Soldier (Bumažnyj soldat)
- ۲۰۰۹ – Sylvie Olivé برای آقای نوبادی
- ۲۰۱۰ – میخائیل کریچمان برای Silent Souls (Ovsyanki)
- ۲۰۱۱ – Robbie Ryan برای بلندی‌های بادگیر
- ۲۰۱۲ – دانیله چیپری برای È stato il figlio